# SN 2003lp
SN 2003lp – supernowa typu II odkryta 31 grudnia 2003 roku w galaktyce UGC 6711. W momencie odkrycia miała maksymalną jasność 16,90m.